# A Guarda
A Guarda (spanyol nevén: La Guardia) egy község Spanyolországban, Pontevedra tartományban. A Guarda O Rosal és Caminha községekkel határos. Lakosainak száma 10 041 fő (2024).

## Nevezetességek
- Szent Tekla-hegyi földvár, egy ősi erődítmény maradványa, régészeti lelőhely

## Népesség
A település népessége az elmúlt években az alábbi módon változott:
| Lakosok száma | 9936 | 10 162 | 10 356 | 10 425 | 10 453 | 10 314 | 10 051 | 9977 | 10 013 | 10 041 |
|               | 2001 | 2004   | 2007   | 2009   | 2012   | 2014   | 2017   | 2019 | 2022   | 2024   |